# Hirnîk, Rovenkî
Hirnîk (în ucraineană Гірник) este o așezare de tip urban din orașul regional Rovenkî, regiunea Luhansk, Ucraina. În afara localității principale, nu cuprinde și alte sate.

## Demografie
Componența lingvistică a așezării de tip urban Hirnîk
     Rusă (77,84%)
     Ucraineană (21,83%)
     Alte limbi (0,22%)
Conform recensământului din 2001, majoritatea populației așezării de tip urban Hirnîk era vorbitoare de rusă (77,84%), existând în minoritate și vorbitori de ucraineană (21,83%).